# 富民駅
富民駅（プミンえき、朝鮮語: 부민역）は、朝鮮民主主義人民共和国咸鏡南道咸興市にある駅で、新興線に属する。 

## 隣の駅
新興線
カダム駅 - 富民駅 - 長興駅